# MTV Europe Music Awards/Best Male
Der MTV Europe Music Award for Best Male war einer der Hauptpreise des MTV Europe Music Awards bis zum Jahr 2017. Er wurde bereits bei der Erstverleihung 1994 verliehen. Nachdem er bereits 2007 und 2008 ausgesetzt wurde, wird er heute durch den Best Artist-Award. Erfolgreichster Künstler war Justin Bieber, der den Award sechs Mal in Folge gewann. Robbie Williams gewann den Award dreimal, während Justin Timberlake und Eminem auf je zwei Awards kamen. 

## Gewinner und Nominierte

### 1990er
| Jahr              | Künstler | EN |
| ----------------- | -------- | -- |
| 1994              |          |    |
| Bryan Adams       | [ 1 ]    |    |
| MC Solaar         | [ 1 ]    |    |
| Prince            | [ 1 ]    |    |
| Seal              | [ 1 ]    |    |
| Bruce Springsteen | [ 1 ]    |    |
| 1995              | [ 1 ]    |    |
| Michael Jackson   | [ 2 ]    |    |
| Dr. Dre           | [ 2 ]    |    |
| Lenny Kravitz     | [ 2 ]    |    |
| Scatman John      | [ 2 ]    |    |
| Neil Young        | [ 2 ]    |    |
| 1996              | [ 2 ]    |    |
| George Michael    | [ 3 ]    |    |
| Bryan Adams       | [ 3 ]    |    |
| Beck              | [ 3 ]    |    |
| Nick Cave         | [ 3 ]    |    |
| Eros Ramazzotti   | [ 3 ]    |    |
| 1997              | [ 3 ]    |    |
| Jon Bon Jovi      | [ 4 ]    |    |
| Babyface          | [ 4 ]    |    |
| Beck              | [ 4 ]    |    |
| Michael Jackson   | [ 4 ]    |    |
| George Michael    | [ 4 ]    |    |
| 1998              | [ 4 ]    |    |
| Robbie Williams   | [ 5 ]    |    |
| Eagle Eye Cherry  | [ 5 ]    |    |
| Puff Daddy        | [ 5 ]    |    |
| Ricky Martin      | [ 5 ]    |    |
| Will Smith        | [ 5 ]    |    |
| 1999              | [ 5 ]    |    |
| Will Smith        | [ 6 ]    |    |
| Ricky Martin      | [ 6 ]    |    |
| George Michael    | [ 6 ]    |    |
| Sasha             | [ 6 ]    |    |
| Robbie Williams   | [ 6 ]    |    |

### 2000er
| Jahr              | Künstler | EN |
| ----------------- | -------- | -- |
| 2000              |          |    |
| Ricky Martin      | [ 7 ]    |    |
| Eminem            | [ 7 ]    |    |
| Ronan Keating     | [ 7 ]    |    |
| Sisqo             | [ 7 ]    |    |
| Robbie Williams   | [ 7 ]    |    |
| 2001              | [ 7 ]    |    |
| Robbie Williams   | [ 8 ]    |    |
| Craig David       | [ 8 ]    |    |
| Eminem            | [ 8 ]    |    |
| Ricky Martin      | [ 8 ]    |    |
| Shaggy            | [ 8 ]    |    |
| 2002              | [ 8 ]    |    |
| Eminem            | [ 9 ]    |    |
| Enrique Iglesias  | [ 9 ]    |    |
| Lenny Kravitz     | [ 9 ]    |    |
| Nelly             | [ 9 ]    |    |
| Robbie Williams   | [ 9 ]    |    |
| 2003              | [ 9 ]    |    |
| Justin Timberlake | [ 10 ]   |    |
| Craig David       | [ 10 ]   |    |
| Eminem            | [ 10 ]   |    |
| Sean Paul         | [ 10 ]   |    |
| Robbie Williams   | [ 10 ]   |    |
| 2004              | [ 10 ]   |    |
| Usher             | [ 11 ]   |    |
| Jay Z             | [ 11 ]   |    |
| Nelly             | [ 11 ]   |    |
| Justin Timberlake | [ 11 ]   |    |
| Robbie Williams   | [ 11 ]   |    |
| 2005              | [ 11 ]   |    |
| Robbie Williams   | [ 12 ]   |    |
| 50 Cent           | [ 12 ]   |    |
| Eminem            | [ 12 ]   |    |
| Moby              | [ 12 ]   |    |
| Snoop Dogg        | [ 12 ]   |    |
| 2006              | [ 12 ]   |    |
| Justin Timberlake | [ 13 ]   |    |
| Sean Paul         | [ 13 ]   |    |
| Kanye West        | [ 13 ]   |    |
| Pharrell Williams | [ 13 ]   |    |
| Robbie Williams   | [ 13 ]   |    |
| 2009              |          |    |
| Eminem            | [ 14 ]   |    |
| Jay Z             | [ 14 ]   |    |
| Kanye West        | [ 14 ]   |    |
| Mika              | [ 14 ]   |    |
| Robbie Williams   | [ 14 ]   |    |

### 2010er
| Jahr              | Künstler | EN |
| ----------------- | -------- | -- |
| 2010              |          |    |
| Justin Bieber     | [ 15 ]   |    |
| Eminem            | [ 15 ]   |    |
| Enrique Iglesias  | [ 15 ]   |    |
| Usher             | [ 15 ]   |    |
| Kanye West        | [ 15 ]   |    |
| 2011              | [ 15 ]   |    |
| Justin Bieber     | [ 16 ]   |    |
| Bruno Mars        | [ 16 ]   |    |
| David Guetta      | [ 16 ]   |    |
| Eminem            | [ 16 ]   |    |
| Kanye West        | [ 16 ]   |    |
| 2012              | [ 16 ]   |    |
| Justin Bieber     | [ 17 ]   |    |
| Flo Rida          | [ 17 ]   |    |
| Jay Z             | [ 17 ]   |    |
| Kanye West        | [ 17 ]   |    |
| Pitbull           | [ 17 ]   |    |
| 2013              | [ 17 ]   |    |
| Justin Bieber     | [ 18 ]   |    |
| Eminem            | [ 18 ]   |    |
| Jay Z             | [ 18 ]   |    |
| Bruno Mars        | [ 18 ]   |    |
| Justin Timberlake | [ 18 ]   |    |
| 2014              | [ 18 ]   |    |
| Justin Bieber     | [ 19 ]   |    |
| Ed Sheeran        | [ 19 ]   |    |
| Eminem            | [ 19 ]   |    |
| Justin Timberlake | [ 19 ]   |    |
| Pharrell Williams | [ 19 ]   |    |
| 2015              | [ 19 ]   |    |
| Justin Bieber     | [ 20 ]   |    |
| Jason Derulo      | [ 20 ]   |    |
| Ed Sheeran        | [ 20 ]   |    |
| Kanye West        | [ 20 ]   |    |
| Pharrell Williams | [ 20 ]   |    |
| 2016              |          |    |
| Shawn Mendes      | [ 21 ]   |    |
| Calvin Harris     | [ 21 ]   |    |
| Drake             | [ 21 ]   |    |
| Justin Bieber     | [ 21 ]   |    |
| The Weeknd        | [ 21 ]   |    |